# Артемьева, Юлия Сергеевна
Юлия Сергеевна Артемьева (род. 16 марта 2005, Казань) — российская фигуристка, выступающая в парном катании. Со своим нынешним партнёром Алексеем Брюхановым является бронзовым призёром финала Гран-при (Кубка) России, а также призёром этапов Кубка и серебряным призёром первенства России среди юниоров (2023). С прошлым партнёром, Михаилом Назарычевым, — бронзовый призёр взрослых этапов Гран-при, бронзовый призёр чемпионата мира среди юниоров (2020), чемпионка (2021), серебряный (2022) и бронзовый (2020) призёр первенства России среди юниоров. Мастер спорта России (2021).

## Биография
Начала заниматься фигурным катанием в Казани в 2008 году в группе Светланы Романовой и Резеды Сибгатуллиной. Позже занималась в республиканской школе олимпийского резерва.
В 2018 году стала заниматься парным катанием в Перми, в группе Павла Слюсаренко. Партнёром Артемьевой стал Михаил Назарычев. С 2019 года пара стала участвовать в международных соревнованиях среди юниоров. Спортсмены отобрались в финал юниорской серии Гран-при, где заняли 4 место со 178,56 балла. В том же сезоне заняли 7 место на чемпионате России, стали бронзовыми призёрами первенства России и чемпионата мира среди юниоров.
В сезоне 2020—2021 Артемьева и Назарычев заняли 5 место на своём первом этапе взрослого Гран-при Rostelecom Cup 2020, также заняли 8-е место на чемпионате России. В феврале 2021 года на прошедшем в Красноярске первенстве России среди юниоров набрали 204,50 балла и стали победителями турнира.

### Сезон 2021—2022
В 2021 году Артемьева и Назарычев принимали участие в этапах Гран-при в Италии и Франции, где заняли 3 и 2 место соответственно.
На чемпионате России 2022 года в Санкт-Петербурге Артемьева и Назарычев стали пятыми. В том же сезоне на первенстве среди юниоров в Красноярске заняли 2 место, уступив Наталье Хабибуллиной и Илье Княжуку, после чего пара распалась.

### Сезон 2022—2023
Перед началом сезона 2022—2023 Артемьева встала в пару с Алексеем Брюхановым.
Осенью 2022 года Артемьева и Брюханов участвовали в этапах Гран-при России в Казани и Самаре, где заняли 3 и 2 места соответственно.
На чемпионате России 2023 заняли 10 место. С результатом 202,98 балла стали вторыми на первенстве среди юниоров, уступив только Екатерине Чикмарёвой и Матвею Янченкову. Позже заняли 6 место в финале российского «Гран-при».

### Сезон 2023—2024
Осенью 2023 года Артемьева и Брюханов участвовали в этапах российского «Гран-при» в Омске и Москве, где оба раза становились бронзовыми призёрами. На московском этапе спортсменам удалось выполнить четверную подкрутку.
На чемпионате России 2024 заняли 5 место, также выполнив четверную подкрутку, но допустив ошибки на выбросах. На прошедшем в Магнитогорске финале российского «Гран-при» Артемьева и Брюханов стали бронзовыми призёрами.

## Спортивные результаты
С Алексеем Брюхановым
| Соревнование                    | 22/23        | 23/24        |
| Национальные                    | Национальные | Национальные |
| ------------------------------- | ------------ | ------------ |
| Чемпионат России                | 10           | 5            |
| Первенство России среди юниоров | 2            |              |
| Финал Гран-при России           | 6            | 3            |
| Этапы Гран-при России. II этап  | 1 юн.        | 3            |
| Этапы Гран-при России. III этап | 3            |              |
| Этапы Гран-при России. V этап   | 2            |              |
| Этапы Гран-при России. VI этап  | 1 юн.        | 3            |

С Михаилом Назарычевым
| Соревнование                         | 19/20         | 20/21         | 21/22         |
| Международные                        | Международные | Международные | Международные |
| ------------------------------------ | ------------- | ------------- | ------------- |
| Этапы Гран-при. Rostelecom Cup       |               | 5             |               |
| Этапы Гран-при. Gran Premio d'Italia |               |               | 3             |
| Этапы Гран-при. Grand Prix de France |               |               | 2             |
| Золотой конёк Загреба                |               |               | 3             |
| Национальные                         |               |               |               |
| Чемпионат России                     | 7             | 8             | 5             |
| Первенство России среди юниоров      | 3             | 1             | 2             |
| Международные среди юниоров          |               |               |               |
| Чемпионат мира среди юниоров         | 3             |               |               |
| Финал юниорского Гран-при            | 4             |               |               |
| Этапы юниорского Гран-при. Челябинск | 2             |               |               |
| Этапы юниорского Гран-при. Загреб    | 1             |               |               |

## Программы
С Алексеем Брюхановым
| Сезон     | Короткая программа                               | Произвольная программа                         |
| --------- | ------------------------------------------------ | ---------------------------------------------- |
| 2023—2024 | - Sarabande Георг Фридрих Гендель, Wall of Noise | - No One Like You Red Electric, Джозеф Каллейя |
| 2022—2023 | - Mocking Bird Hazmat Modine                     | - Lift Me Up - Natural Blues Моби              |

С Михаилом Назарычевым
| Сезон     | Короткая программа                                                                                                | Произвольная программа                                                             |
| --------- | --- | ---------------------------------------------------------------------------------- |
| 2021—2022 | - The Artist Ouverture Людовик Бурс из фильма «Артист» - Bumble Boogie Jools Holland's Rhythm and Blues Orchestra | - Fire on Fire Сэм Смит из мини-сериала «Обитатели холмов» - Chronos Кирилл Рихтер |
| 2020—2021 | - Senza Parole Il Divo                                                                                            | - Don't Stop Me Now - Love of My Life - We Will Rock You Queen                     |
| 2019—2020 | - Senza Parole Il Divo                                                                                            | - Don't Stop Me Now - Love of My Life - We Will Rock You Queen                     |